# Gheorghe Zane
Gheorghe Zane (n. 11 aprilie 1897, Galați, România – d. 22 mai 1978, București, România) a fost un economist român, istoric al gândirii economice românești și membru titular al Academiei Române (din 1974). A publicat lucrări în domeniul istoriei economice și sociale, istoriei gândirii economice, economiei politice, finanțelor publice ș.a. În cercetarea științifică a folosit cu preferință metoda istorică.

## Biografie
Gheorghe Zane s-a născut la data de 11 aprilie 1897, în orașul Galați. A absolvit studiile secundare la Liceul „Vasile Alecsandri” din orașul natal, obținând bacalaureatul în anul 1916. A urmat apoi cursurile Facultății de Drept din Iași, devenind licențiat în drept și științe economice în anul 1919. Și-a susținut în anul 1923 teza de doctorat în științe economice la Universitatea din București.
După absolvirea facultății a fost angajat bibliotecar la Biblioteca Centrală Universitară „Mihai Eminescu” din Iași (1921-1926). În paralel, începând din 1921, a început să predea cursul de economic politică la Facultatea de Agronomie a Universității „Al. I. Cuza” din Iași. În anul 1924, după obținerea titlului de doctor în economie, a fost angajat pe postul de conferențiar de economie politică la Facultatea de Științe a Universității din Iași, dedicându-și activitatea pregătirii cursurilor și activității de cercetare științifică. În anul 1929 a fost numit profesor de istoria doctrinelor economice la Facultatea de Drept din Iași, iar în anul următor a devenit profesor de economie politică și finanțe la aceeași facultate, pe care a condus-o până la sfârșitul celui de-al Doilea Război Mondial (1945).
După ce timp de un sfert de veac și-a desfășurat activitatea didactică la Universitatea din Iași (1921—1946), Gheorghe Zane s-a transferat ca profesor de economie politică la Institutul Politehnic din București, unde a predat între anii 1946-1948. A lucrat apoi cercetător științific în cadrul Institutului de Istorie al Academiei Române (1949-1952) și în cadrul Institutului de Cercetări Economice al Academiei Române (din 1954), unde a îndeplinit succesiv funcțiile de cercetător principal, șef de sector, șef de secție și membru în consiliul științific.
Gheorghe Zane a colaborat la elaborarea lucrării Bibliografia istorică a României. Secolul XIX. Tom I (1972), Tom V (1974) și a făcut parte din consiliul de coordonare al seriei. În anul 1974 a fost ales ca membru titular al Academiei Române pentru opera sa de economist și istoric al gândirii politice. De asemenea, a fost ales membru al Academiei de Științe Sociale și Politice din R.S.R., membru al Asociației „Tiers Monde” (Paris), membru în comitetul de redacție al revistei Mondes en developpement (Paris). A decedat la data de 22 mai 1978, în municipiul București.

## Cercetări științifice
Gheorghe Zane a introdus dimensiuni noi, de amplu orizont, și severa metodică științifică în învățământul economic din România. El a format serii numeroase de economiști și istorici ai economiei mondiale și românești. A editat mai multe cursuri de economie politică și de finanțe, printre care sunt de menționat Cursul de economie politică (Iași, 1937—1938), în care a acordat o atenție deosebită economiei românești. Are contribuții de valoare în diferite domenii ale științelor economice: economie politică, istorie economică, istoria doctrinelor economice, finanțe publice, istorie socială etc.
O mare parte a activității sale de cercetare științifică este legată de studierea și valorificarea moștenirii științifice și literare a lui Nicolae Bălcescu. A elaborat numeroase studii și articole dedicate concepțiilor istorice, sociale și economice ale lui Nicolae Bălcescu, pe care le-a reunit în volumul Nicolae Bălcescu - Opera. Omul. Epoca. (1975). A editat, de asemenea, opera lui Nicolae Bălcescu: N. Bălcescu. Opere. Scrieri istorice, politice și economice (2 vol., 1940); N. Bălcescu. Opere. Vol. IV. Corespondență. Scrisori, memorii, adrese, documente, note și materiale (1964); N. Bălcescu. Opere. Vol. I. Scrieri istorice, politice și economice. 1844—1847 (1974).
Gheorghe Zane are contribuții în domeniul istoriografiei economice, publicând studii cum ar fi: Marx și Bălcescu (1927), Mișcarea revoluționară de la 1840, preludiu al Revoluției de la 1848 (1964), N. Iorga și problemele sociale ale epocii sale (1965). Pe lângă istorie economică, el a elaborat și lucrări de istoria doctrinelor economice: Introducere în studiul problemei valorii (1925), Comentarii și interpretări în istoria doctrinelor economice (1928) și Chestiuni de economie politică (1939).
De asemenea, a avut contribuții în analiza principalelor domenii de activitate industrială, agrară, comercială și bancară din România. Pot fi menționate următoarele lucrări publicate: Un veac de luptă pentru cucerirea pieței românești(1926), Probleme monetare din trecutul economiei noastre naționale (1927), Economia de schimb în Principatele Române (1930), Politica economică a Principatelor în epoca Unirii și capitalul străin (1959), Problema monetară în România și reforma de la 1867 (1968), Industria din România în a doua jumătate a secolului al XIX-lea (1970).

## Distincții
- Ordinul „Meritul Științific” clasa a II-a (26 septembrie 1966) „pentru merite deosebite în activitatea științifică, cu prilejul Centenarului Academiei Republicii Socialiste România”[1]

## Opera

### Lucrări publicate
- Introducere în studiul problemei valorii (1925)
- Un veac de luptă pentru cucerirea pieței românești (1926)
- Marx și Bălcescu (1927)
- Probleme monetare din trecutul economiei noastre naționale (1927)
- Comentarii și interpretări în istoria doctrinelor economice (1928)
- Economia de schimb în Principatele Române (1930)
- Cursul de economie politică (Iași, 1937—1938)
- Elemente pentru studiul economiei politice (1938)
- Chestiuni de economie politică (1939)
- Politica economică a Principatelor în epoca Unirii și capitalul străin (1959)
- Mișcarea revoluționară de la 1840, preludiu al Revoluției de la 1848 (1964)
- N. Iorga și problemele sociale ale epocii sale (1965)
- Problema monetară în România și reforma de la 1867 (1968)
- Industria din România în a doua jumătate a secolului al XIX-lea
- Nicolae Bălcescu - Opera. Omul. Epoca. (1975)

## Editări critice
- N. Bălcescu. Opere. Scrieri istorice, politice și economice (2 vol., 1940)
- N. Bălcescu. Opere. Vol. IV. Corespondență. Scrisori, memorii, adrese, documente, note și materiale (1964)
- N. Bălcescu. Opere. Vol. I. Scrieri istorice, politice și economice. 1844—1847 (1974)

### Extrase
- ***, Contribuții la istoria dezvoltării Universității din Iași. 1860-1960, Vol. II, Universitatea „Al. I. Cuza”, Iași, 1960, pp. 236—237.
- ***, Cultura, știința și arta în județul Galați. Dicționar biobibliografic, Biblioteca V. A. Urechia, Galați, 1973, p. 297.
- ***, Enciclopedia istoriografiei românești, Editura Științifică și Enciclopedică, București, 1978, p. 351.
- ***, Iașul în lupta revoluționară și democratică, Ed. Junimea, Iași, 1979, p. 177.
- Academia Republicii Populare Române - Dicționar Enciclopedic Român, vol. IV, Ed. Politică, București, 1966, p. 932.
- Marin Bucur, Istoriografia literară românească, Ed. Minerva, București, 1973, pp. 339-341.
- Ionel Maftei, Personalități ieșene, vol. IV, Iași, 1987, pp. 282-284.
- Vasile Malinschi, Din trecutul învățământului economic, Ed. Academiei R.S.R., București, 1978, pp. 130-135.
- Gheorghe Zane, Studii, Ed. Eminescu, București, 1980, pp. 5-28 (Studiu introductiv de acad. Costin Murgescu).

### Articole
- ***, „Academician G. Zane, președintele Societății «Prietenii Muzeului Bălcescu»”, în Studia et Acta Muzei N. Bălcescu, nr. 5—6/1979, pp. 306-312.
- Virgil Cândea, „Profesorul Gh. Zane (1897-1978). Omagiu”, în Tribuna României, an VII, nr. 135/15 iunie 1978, p. 3.
- Vasile Malinschi, „Academicianul Gh. Zane”, în Revista economică, nr. 24/17 iunie 1977, p. 24.